# Hemmingsmarks IF
Hemmingsmarks IF är en idrottsförening från Hemmingsmark i Piteå kommun i Norrbottens län, bildad 1947. Föreningen bedriver idag (2022) seniorfotboll för herrar medan ungdomsfotboll bedrivs gemensamt med Jävre IF och Blåsmark SK som "Södra United". Damfotboll bedrivs under epitetet "Hemmingsmarks IF Södra United". Herrseniorlaget har deltagit i seriespel sedan säsongen 1949/1950 och har som bäst nåt den tredje högsta serienivån vid två tillfällen; division III 1986 och division II 2005. Föreningen har även en sektion för ishockey.